# Castelló d'en Bas
Castelló d'en Bas és un castell de la Vall d'en Bas (Garrotxa) declarat bé cultural d'interès nacional. Es conserva un gros tros de mur, la cisterna, la capella i part de la porta d'accés. Es troba al límit dels actuals municipis de Sant Esteve del Bas i Sant Romà de Joanetes, al cim de la muntanya de Sant Miquel, al costat de Sant Miquel de Castelló.

## Història
El lloc segurament fou habitat abans però el primer document que cita l'existència d'un castell és del segle xi i fa referència als vescomtes de Besalú, o de Bas. Pere Udalard fou el primer a portar el títol de vescomte de Bas enlloc del de Besalú. Udalard jura fidelitat als comtes de Barcelona Ramon Berenguer I i Almodis entre el 1053 i el 1066. En el document s'esmenta el «castrum de Castilione». L'any 1078, el mateix Udalard jura fidelitat a Ramon Berenguer II, segons consta en el «Liber feudorum maior». El castell tenia un paper important dins el conjunt de castells del vescomtat de Bas.

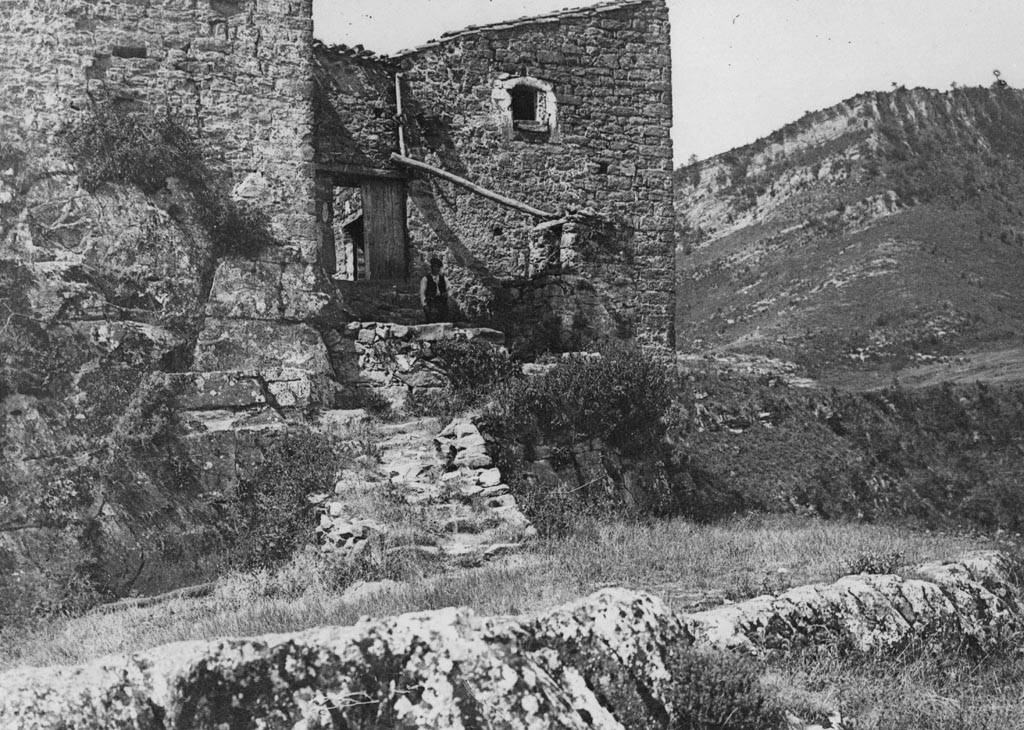
Entrada del castell en una imatge d'entre 1890 i 1923

Arnau Guerau de Castelló, castlà del castell, signa com a marmessor (1119) en el testament de la vescomtessa de Besalú, Ermessenda. El 1122, és esmentat un altre castlà Dalmau de Castelló, germà d'Arnau Guerau. Aquest torna a aparèixer en un document del 1155.

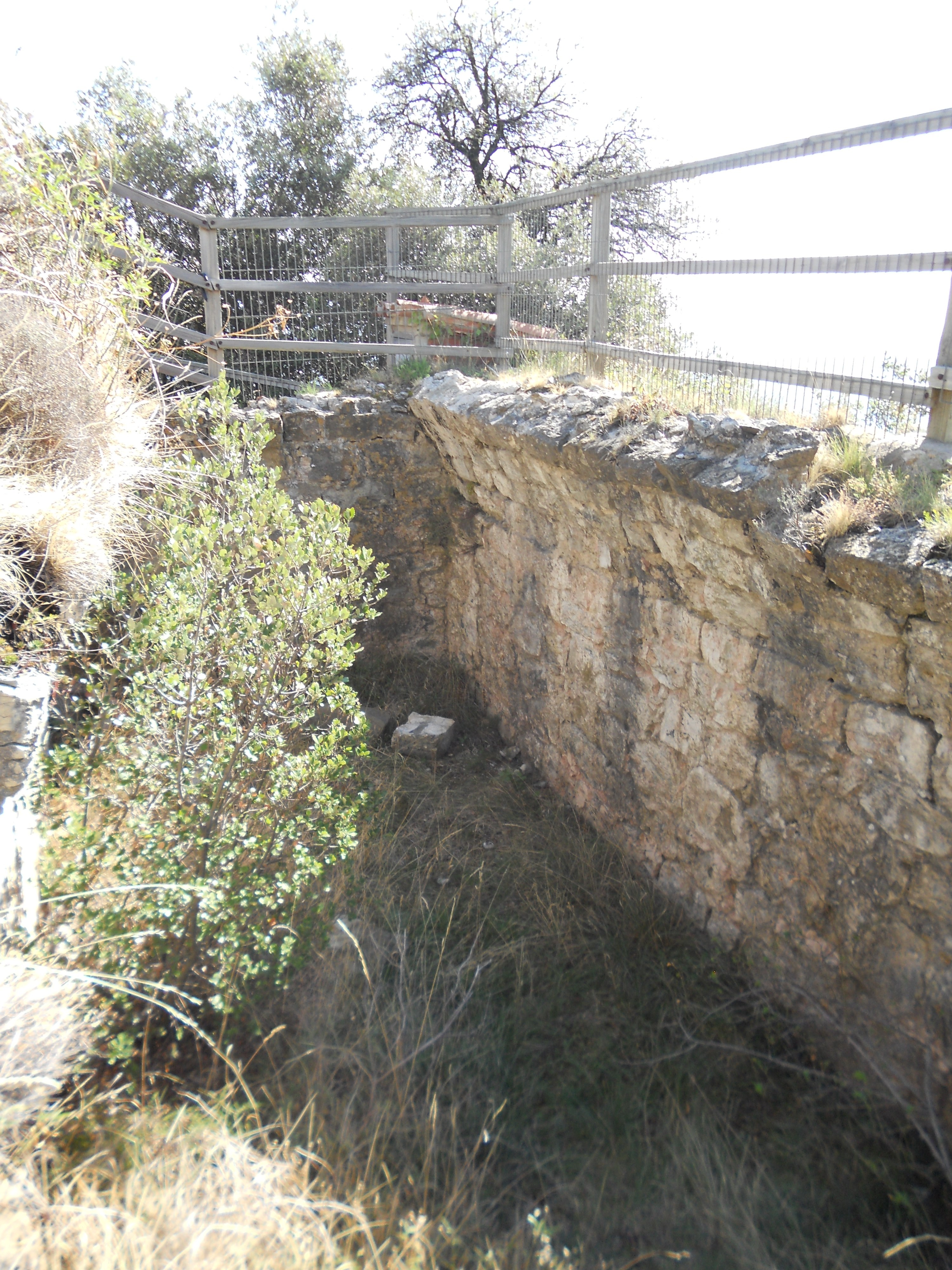
Mur del Castelló d'en Bas (setembre 2012)

La història del castell de Castelló resta molt lligada a la casa vescomtal de Bas. Els vescomtes, però, visqueren cada cop més lluny del vescomtat i Castelló degué perdre progressivament la importància que tingué durant el segle xi. L'any 1175, el castlà Dalmau de Castelló signà com a testimoni del testament del vescomte de Bas, Hug de Cervera, que vivia a Sardenya. L'any 1197 trobem el castlà Guerau de Castelló signant en una concòrdia establerta entre el vescomte Hug i l'abat Raimon de Sant Benet de Bages. L'any 1245, el castlà de Castelló, de nom Dalmau, signa en un document pel qual el vescomte de Bas ret homenatge a l'abat de Sant Benet de Bages pels feus de la parròquia de les Preses. Un altre castlà, Guerau de Castelló, casat amb Sicília, és documentat entre 1265 i 1277.
L'any 1262, el vescomtat de Bas resta lligat al comtat d'Empúries. El 1280, el vescomtat serà venut al rei Pere II però el 1285 serà retornat als comtes d'Empúries. Una mostra de les vicissituds per les quals passà el castell la veiem en un document de l'època de Jaume II on se'l considera una roca i no és fins al 1328 que Alfons III el reconeix com a castell, posseït com a alou pels vescomtes de Bas. El darrer document on surt esmentat un membre de la família Castelló és l'any 1305. La vídua de Guerau de Castelló, Sicília, feu testimoni en una venda.
El 1338, Pere III donà a Ramon d'Empúries en franc alou els drets que tenia sobre el castell, drets que tornaran a la corona en morir Ramon d'Empúries. L'any 1351, el vescomtat de Bas passa a ser part del ducat de Girona. L'any 1353, el rei concedí el vescomtat de Bas a Bernat II de Cabrera; així s'uniren ambdós vescomtats.
En el segle xv el castell fou concedit pel rei Joan II a Francesc de Verntallat, cabdill dels remences. El vescomtat de Bas, a finals del segle xvi, passà a la família Montcada i al segle xviii, a la casa Medinacelli.

## Arquitectura
Les restes són minses però permeten endevinar les característiques del castell. Al cim del turó hi havia l'edifici principal, emmurallat amb una longitud total de 30 m. A l'extrem oriental hi resta la capell de Sant Miquel. A tramuntana, hi ha el pany de paret més ben conservat amb aparell de pedres treballades i força grosses que es pot datar del segle xiii. A la banda occidental hi ha importants restes de murs, amb pedres escairades i una altura de prop de 6 m.
A la banda meridional de la construcció principal hi ha una esplanada d'uns 40 m tancada a ponent per un mur que conserva algunes espitlleres. El cantó meridional hi ha restes d'una possible cisterna, de 2,8 m per 5,5 m i uns murs de 140 cm de gruix; era coberta amb una volta. A ponent del castell hi ha un vall d'uns 6 m de fondària i uns 8 m d'ample. Uns metres més enllà, l'anomenat Portell o pas enclotat que podia fer de segon vall.